# Shahumyan (ort i Armenien, Ararat)
Shahumyan är en ort i Armenien.   Den ligger i provinsen Ararat, i den centrala delen av landet, 27 kilometer söder om huvudstaden Jerevan. Shahumyan ligger 828 meter över havet och antalet invånare är 3 905.
Terrängen runt Shahumyan är platt åt sydväst, men åt nordost är den kuperad. Runt Shahumyan är det ganska tätbefolkat, med 155 invånare per kvadratkilometer.. Närmaste större samhälle är Artasjat, 3,3 kilometer nordväst om Shahumyan.
Trakten runt Shahumyan består till största delen av jordbruksmark.